# Vsevolod Pskovski
Vsevolod Mstislavič (rusko Всеволод Мстиславич, Vsevolod Mstislavič), zavetnik mesta Pskov, je vladal kot knez Novgoroda (1117–1132), Perejaslava (1132) in Pskova (1137–1138), * okoli 1103, Novgorod, Novgorodska republika, 11. februar 1138, Pskov, Novgorodska republika.

## Novgorodski knez
Vsevolod je bil najstarejši sin Mstislava Velikega in švedske princese Kristine Ingesdotter. Rojen je bil v Novgorodu v času, ko je bil oče tamkajšnji knez (1088–1093, 1095–1117) in dobil krstno ime Gabrijel ali Gavriil. Njegov ded po materini strani je bil švedski kralj Inge Starejši. Datum njegovega rojstva ni znan, čeprav naj bi ta dogodek obeležila cerkev Marijinega oznanjenja na mestni tržnici, ki jo je ustanovil Mstislav leta 1103.
Za novgorodskega kneza je bil ustoličen, ko je njegov oče Mstislav Vladimirovič leta 1117 postal kijevski veliki knez. Z nekaj prekinitvami je vladal Novgorodu, dokler ga leta 1136 niso izpodrinili Novgorodci. Leta 1123 se je v Novgorodu poročil s černigovsko princeso. Tam je bil rojen tudi njun sin Ivan  (umrl leta 1128). Leta 1123 je povedel Novgorodce proti Čudom. Pohodi so se nadaljevali leta 1130 in v naslednjih nekaj letih. Vsevolod Mstislavič in Vladimir Jaroslavič sta bila prva novgorodska kneza, za katera je znano, da sta bila v sporu s Finci (leta 1123).

## Izgon iz Novgoroda
Po očetovi smrti leta 1132 je podpora Vsevolodu v Novgorodu začela pešati. Istega leta ga je njegov stric, veliki knez Jaropolk II. Kijevski, poslal v Pereslavelj, da bi tam vladal. Ko se je pozneje istega leta poskušal vrniti v Novgorod, ga Novgorodci niso hoteli sprejeti, ker so na njegovo selitev v Pereslavelj gledali kot na  izdajo, ker je prisegel, da bo umrl v Novgorodu. Kronike omenjajo, da je kot novgorodski knez ponovno vladal in leta 1133 poveljeval novgorodski vojski. Na tem pohodu je zavzel mesto Jurjev (danes Tartu, Estonija).
Leta 1134 je vodil neuspešen pohod v Vladimiro-Suzdal, na katerem je po mnenju Novgorodcev pokazal neodločnost, ki je bila eden od razlogov za njegovo odstavitev nekaj več kot leto kasneje. 28. maja 1136 so ga skupaj z družino zaprli na nadškofovsko dvorišče (kompozit) v Detinecu, ki ga je stražilo trideset mož. Sredi julija so mu dovolili oditi in oditi k stricu v Kijev. Naslednje leto se je skušal vrniti v Novgorod na čelu vojske, vendar se je namesto tega umaknil v Pskov, kjer je februarja 1138 umrl. Po lastni želji je bil pokopan v cerkvi sv. Dimitrija v Pskovu.
Vsevolodov odpust iz Novgoroda je tradicionalno veljal za konec kijevske oblasti na severu in začetek Novgorodske republike. Za njim so bili v Novgorod v naslednjih dveh stoletjih povabljeni ali razrešeni številni knezi. Uveljavili so se le nekateri in v mestu vladali dlje. Med takšnimi je bil na primer Aleksander Nevski.

## Gradnje cerkva in čaščenje
Razen tega, da je vodil novgorodsko vojsko na več pohodih, je v mestu in okolici zgradil številne cerkve: cerkev sv. Janeza na Opokih (1127–1130), cerkev sv. Jurija na Trgu (1133), cerkev Marijinega vnebovzetja na Trgu (1133) in cerkev sv. Jurija v Jurjevskem samostanu. Vsevolod je bil tisti, ki je podelil listino Ivanovim sto, prvemu ruskemu trgovskemu cehu. Stolnica sv. Nikolaja na Jaroslavovem dvoru, ki jo  pogosto pripisujejo njegovemu očetu Mstislavu, je bil večinoma zgrajena med Vsevolodovim službovanjem v Novgorodu.
Vsevolodova razmeroma zgodnja smrt je preprečila, da bi se potegoval za  kijevski prestol. Zapustil je hčer Vjačeslavo, ki se je poročila s poljskim velikim vojvodom Boleslavom IV. Kodravim. Vsevoloda je Ruska pravoslavna cerkev kanonizirala kot Vsevoloda-Gavrila.  V Knjigi stopenj [kraljevega rodoslovja] (rusko Степенная книга, Stepennaja knjiga) je Vsevolod naveden kot Pskovski čudodelec. Njegove relikvije so bile leta 1193 prestavljene iz cerkve sv. Dimitrija v stolnico sv.  Trojice v Pskovskem kremlju. Pskovci so njegovo ime pripisali na nemškemu meču z napisom honorem meum nemini dabo (slovensko svoje časti ne bom dal nikomur), pred tem shranjenem v zakristiji stolnice, vendar sodobni zgodovinarji datirajo meč najzgodneje v 15. stoletje.

## Družina
Leta 1123 se je poročil s černigovsko princeso, neimenovano hčerko kneza Svjatoslava Davidoviča. Z njo je imel sina
- Ivana (umrl 1128) in hčerko
- Vjačeslavo Vsevolodno (1124 – 14. marec 1158), leta 1137 poročeno s poljskim  velikim vojvodom Boleslavom IV. Krivoustim.